# Орловский уезд (Орловская губерния)

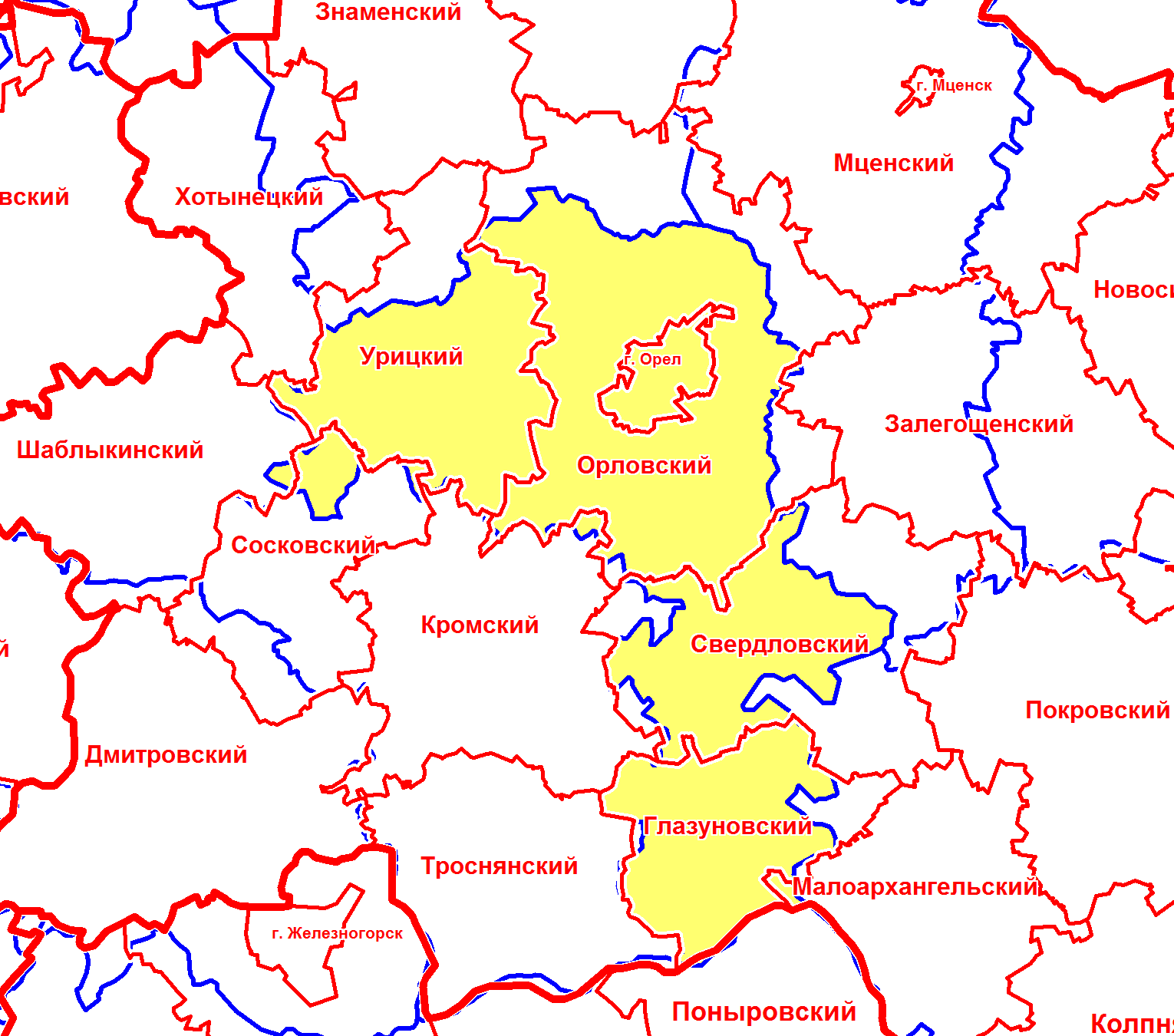
Орловский уезд в современной сетке районов

Орло́вский уезд — административно-территориальная единица в составе Орловской губернии, существовавшая в 1778—1928 годах. Уездный город — Орёл.

## География
Уезд располагался в центральной части Орловской губернии, граничил с Курской губернией на юге. Площадь уезда составляла в 1897 году 2 717,5 верст² (3 093 км²), в 1926 году — 6 186 км².

## История
В конце XVI века территория древнего Орловского уезда по размерам была значительно больше, чем территория Орловского уезда конца XVIII века. Уезд граничил с Мценским, Болховским, Карачевским и Кромским уездами.
В 1778 году уезд был образован в составе Орловского наместничества (с 1796 года — в Орловской губернии).
В 1924 году в состав уезда включены территории упразднённых Кромского и Мценского уездов.
В 1928 году уезд был упразднён, его территория вошла в состав Орловского округа Центрально-Чернозёмной области.

## Население
В 1719 году мужское однодворческое население Орловского уезда составляло 5,4 тыс. чел., крестьянское — 37,7 тыс. чел..
По данным переписи 1897 года в уезде проживало 208 620 чел. В том числе русские — 97,9 %. В Орле проживало 69 735 чел.
По итогам всесоюзной переписи населения 1926 года население уезда составило 428 437 человек, из них городское — 94 562 человек.

## Административное деление
В XVII веке Орловский уезд состоял из 5 станов — Корчаковского, Тайчуковского, Неполоцкого, Нугорского и Каменского.
В 1890 году в состав уезда входило 19 волостей:
| № п/п | Волость        | Волостное правление   | Число селений | Население |
| ----- | -------------- | --------------------- | ------------- | --------- |
| 1     | Баклановская   | с. Бакланово          | 16            | 5615      |
| 2     | Богдановская   | д. Верхняя Богдановка | 18            | 6500      |
| 3     | Богодуховская  | с. Богодухово         | 11            | 4710      |
| 4     | Богородицкая   | с. Богородицкое       | 10            | 8850      |
| 5     | Богословская   | с. Богослово          | 29            | 7297      |
| 6     | Городищенская  | с. Городище           | 18            | 7404      |
| 7     | Лавровская     | с. Лаврово            | 44            | 13471     |
| 8     | Масловская     | с. Маслово            | 22            | 7583      |
| 9     | Ольшанская     | с. Ольшань            | 21            | 7682      |
| 10    | Очкинская      | с. Архангельское      | 15            | 6400      |
| 11    | Плещеевская    | с. Плещеево           | 29            | 4763      |
| 12    | Покровская     | сл. Покровская        | 30            | 11382     |
| 13    | Собакинская    | с. Архангельское      | 10            | 3996      |
| 14    | Старополевская | с. Старое Поле        | 20            | 6913      |
| 15    | Стрелецкая     | сл. Стрелецкая        | 27            | 7085      |
| 16    | Талызинская    | с-цо Талызино         | 31            | 7319      |
| 17    | Философовская  | с. Никольское         | 14            | 7717      |
| 18    | Шеншинская     | с. Шеншино            | 21            | 7335      |
| 19    | Яковлевская    | с. Яковлево           | 29            | 7620      |

В 1913 году в уезде также было 19 волостей.